# Мнемонист
Мнемонист — человек, способный запоминать и вспоминать необычно длинные списки данных, такие как незнакомые имена, списки чисел, записи в книгах и т. д. Этот термин происходит от термина мнемоника, который относится к стратегии запоминания (такой как метод локусов), но не все мнемонисты используют мнемонику. Мнемонисты могут обладать превосходной врождённой способностью вспоминать или запоминать, в дополнение к методам запоминания (или вместо них).

## Структура мнемонических навыков
В то время как врождённость навыков мнемонистов обсуждается, методы, которые мнемонисты используют для запоминания, хорошо задокументированы. Многие мнемонисты изучались в психологических лабораториях за последнее столетие, и было обнаружено, что большинство из них использует мнемонические приёмы. В настоящее время все чемпионы мира по запоминанию на чемпионатах мира по запоминанию заявили, что они используют мнемонические стратегии, такие как метод локусов, для выполнения своих заданий по запоминанию.
Теория умелой памяти была предложена К. Андерсом Эрикссоном и Биллом Чейзом для объяснения эффективности мнемонических устройств в экспертизе памяти. Как правило, кратковременная память может содержать семь элементов; однако это ограничение необходимо преодолеть для запоминания длинных цепочек несвязанной информации. Теория квалифицированной памяти включает три этапа: осмысленное кодирование, структура поиска и ускорение.

### Кодирование
При кодировании информация кодируется в терминах структур знаний через значимые ассоциации. Первоначально это может повлечь разрушение длинных списков на более управляемые куски, которые попадают в ёмкости кратковременной памяти. По информации экспертов по памяти, последовательно группируются куски из трёх или четырёх элементов. Например, последовательность цифр 1-9-4-5 можно запомнить как «год окончания Второй мировой войны». Лурия сообщил, что Соломон Шерешевский использовал синестезию, чтобы связать числа и слова в качестве визуальных образов или цветов для кодирования представленной ему информации, но Лурия не проводил чёткого различия между синестезией и мнемоническими методами, такими как метод локусов и числовых форм.
Другие изучаемые использовали предыдущие знания, такие как время гонок или историческую информацию для кодирования новой информации. Это подтверждается исследованиями, которые показали, что предыдущие знания о предмете улучшают способность его запоминать. Например, шахматные эксперты могут запомнить больше фигур из текущей шахматной партии, чем начинающий шахматист. Однако, хотя есть некоторая корреляция между опытом памяти и общим интеллектом, измеряемым либо IQ, либо общим фактором интеллекта, они ни в коем случае не идентичны. Многие эксперты в области памяти показали, что по этим двум критериям средний или высокий уровень, но не исключительный.

### Поиск
Следующим шагом является создание структуры поиска, с помощью которой можно будет вызывать ассоциации. Он выполняет функцию запоминания поисковых сигналов без использования краткосрочной памяти. Он используется для сохранения порядка запоминания элементов. Эксперты по памяти выделяют два основных метода извлечения информации: иерархические узлы и метод локусов. Структуры поиска организованы иерархически и могут рассматриваться как узлы, которые активируются при получении информации. Отчёты показали, что у экспертов по памяти есть разные структуры поиска. Цифры группируются в группы, группы в супергруппы и супергруппы в кластеры супергрупп. Однако наиболее распространённым методом поиска структуры является метод локусов.

### Метод локусов
Метод локусов — это «использование упорядоченного расположения мест, в которые можно было бы поместить изображения вещей или людей, которые нужно запомнить». Процесс кодирования состоит из трёх этапов. Во-первых, необходимо запомнить архитектурный объект, например, дома на улице. Во-вторых, каждый запоминающийся элемент должен быть связан с отдельным изображением. Наконец, этот набор изображений может быть распределён в «локусе» или месте в архитектурной области в заранее определённом порядке. Затем, когда кто-то пытается вспомнить информацию, мнемонист просто должен «пройти» по улице, увидеть каждый символ и вспомнить связанную с ним информацию.
Примером мнемонистов, которые использовали это, является Соломон Шерешевский; он использовал улицу Горького, на которой он жил. Когда он читал, каждое слово образовывало графическое изображение. Затем он помещал это изображение в какое-нибудь место на улице; позже, когда ему нужно было вспомнить информацию, он просто снова «прогуливался» по улице, чтобы вспомнить необходимую информацию. Исследования с помощью нейровизуализации показали результаты, которые поддерживают метод локусов в качестве метода поиска у исполнителей памяти мирового класса.
Функциональная магнитно-резонансная томография зафиксировала активность мозга у экспертов по памяти и контрольной группы, когда они запоминали выбранные данные. Исследования показали, что обучение контрольной группы методу локусов привело к изменению активации мозга во время запоминания. В соответствии с использованием ими метода локусов, эксперты по памяти имели более высокую активность в медиальной теменной коре, ретроспениальной коре и правом заднем гиппокампе; эти области мозга связаны с пространственной памятью и навигацией. Эти различия наблюдались даже тогда, когда эксперты по памяти пытались запомнить такие элементы, как снежинки, где они не показали превосходных способностей по сравнению с контрольной группой.

### Ускорение
Последний шаг в теории памяти — это ускорение. Практика позволяет значительно сократить время, необходимое для операций кодирования и извлечения. В результате хранение информации может быть выполнено в течение нескольких секунд. Одним из факторов, мешающих изучению памяти, является то, что испытуемые часто улучшаются изо дня в день, когда их проверяют снова и снова.

## Приобретённые навыки или врождённые способности
Врождённая способность экспертов в области памяти была тщательно изучена многими учёными; это вопрос, который окончательно не решён.

### Доказательства улучшения памяти как приобретённого навыка
Существует множество свидетельств, указывающих на то, что опыт запоминания — это приобретённый навык, которому можно научиться только в результате осознанной практики (тренировкой). Все участники соревнований по запоминанию, таких как чемпионат мира по памяти и турнир по экстремальной памяти, отрицают любую способность к фотографической памяти; эти эксперты в среднем 10 лет практиковали свои стратегии кодирования.
Ещё одно свидетельство, свидетельствующее о врождённом превосходстве памяти, — это специфика опыта запоминания у запоминающих. Например, хотя специалисты по памяти обладают исключительной способностью запоминать цифры, их способность запоминать несвязанные элементы, которые труднее закодировать, такие как символы или снежинки, такая же, как у обычного человека. То же верно и для специалистов по памяти в других областях: исследования ментальных калькуляторов и экспертов по шахматам показывают такую же специфичность для превосходной памяти.
В некоторых случаях могут даже нарушаться другие типы памяти, например зрительная память на лица. Ещё одним свидетельством того, что опыт в области памяти является приобретаемой способностью, является тот факт, что целеустремлённые люди могут добиться исключительных успехов в памяти, когда используют мнемонику и получают возможность попрактиковаться. Один из испытуемых, студент колледжа со средним интеллектом, смог достичь показателей памяти мирового класса после сотен часов практики в течение двух лет. Его память улучшилась более чем на 70 %, в то время как его объём памяти для цифр вырос до 80 цифр, что было выше, чем у всех ранее испытанных экспертов по памяти. Точно так же взрослые со средним интеллектом, обученные стратегиям кодирования, демонстрируют большой прирост производительности памяти. Наконец, нейровизуализационные исследования, проведённые на экспертах по памяти и с контрольной группой, не обнаружили систематических анатомических различий в мозге между экспертами по памяти и контрольной группой. Хотя верно то, что существуют различия в активации между мозгом экспертов по памяти и контрольной группой, они связаны с использованием пространственных методов для формирования структур поиска, а не с какими-либо структурными различиями.

### Доказательства того, что опыт памяти как врождённая способность
Многие доказательства врождённого превосходства памяти отвергаются учёными, которые начали принимать только воспроизводимые исследования в качестве доказательства результатов. Однако были исключения, которые не соответствовали теории квалифицированной памяти, предложенной Чейзом и Эрикссоном. Синестеты, например, демонстрируют преимущество в запоминании материала, который вызывает их синестезию, по сравнению с контрольной группой. Это преимущество, как правило, заключается в сохранении новой информации, а не в обучении. Однако у синестетов, вероятно, есть некоторые отличия в мозге, которые дают им врождённое преимущество, когда дело доходит до памяти.
Другая группа, которая может обладать некоторым преимуществом врождённой памяти, — это аутичные учёные . К сожалению, многие учёные, которые показывали превосходную память, такие как Ким Пик и Дэниел Таммет, не были изучены в лаборатории; они действительно заявляли, что не нуждаются в использовании стратегий кодирования. Недавнее визуализационное исследование учёных показало, что существуют различия в активации между савантами и типично развивающимися людьми; это не может быть объяснено методом локусов, поскольку мнемонические учёные не склонны использовать стратегии кодирования для своей памяти. У савантов активизировались правые нижние затылочные области мозга, в то время как у участников контрольной группы активировалась левая теменная область, которая обычно связана с процессами внимания.

## Известные мнемонисты
- Янджаа Винтерсоул[англ.] (Монголия, ранее Швеция), двукратный чемпион мира по запоминанию[12]
- Деррен Браун
- Крейтон Карвелло
- Доминик О’Брайен, 8-кратный чемпион мира по запоминанию (1991, 1993, 1995—1997, 1999—2001)[13]
- Бен Придмор, трёхкратный чемпион мира по запоминанию (2004, 2008—2009)
- Гарри Лорейн
- Эдвард Сирил Де Голт Ластон
- Раджан Махадеван
- Ким Пик, прототип Раймонда в фильме «Человек дождя»
- Шасс Поллак
- С. В. Шерешевский, описанный А. Р. Лурией в "Маленькой книжке о большой памяти" (1968)
- Даниэль Таммет
- Эд Кук[англ.] (Великобритания), автор, гроссмейстер, основатель и генеральный директор Memrise
- Ван Фэн[англ.], двукратный чемпион мира по запоминанию (2010—2011)
- Йоханнес Маллоу, чемпион мира по запоминанию (2012)
- Юнас фон Эссен, двукратный чемпион мира по запоминанию (2013—2014)
- Алекс Маллен, трёхкратный чемпион мира по запоминанию (2015—2017)
- Нельсон Деллис[англ.] (США): 4-кратный чемпион США по запоминанию (2011—2012, 2014—2015), гроссмейстер[14]
- Рон Уайт[англ.] двукратный чемпион США по запоминанию (2009—2010)
- Джошуа Фоер[англ.] (США): чемпион США по памяти (2006)[14]
- Брэд Уильямс
- Дэйв Фэрроу, запоминание игральных карт с одного взгляда, 59 колод[15]
- Шраман Н. Л., Республика Индия[16]
- Арун Фоке, Аурангабад, Махараштра
- Феми Фрэнсис Акинсику
- Нидип Вора, Уплета, Гуджарат, эксперт по памяти, исследователь мнемонической системы памяти IRSRO, психолог

Полный и актуальный мировой рейтинг памяти можно найти на веб-сайте Международной ассоциации памяти.